# Promachus chinensis
Promachus chinensis är en tvåvingeart som beskrevs av Ricardo 1920. Promachus chinensis ingår i släktet Promachus och familjen rovflugor. Inga underarter finns listade i Catalogue of Life.